# DN14A
DN14A este un drum național în România, care leagă Mediașul de Iernut, trecând prin Târnăveni. El se intersectează cu DN14 la Mediaș și cu DN15 la Iernut.
Drumul se întinde din Mediaș până în județul Mureș, care traversează Iernut, până când ajunge în Târnăveni, marcând sfârșitul drumului.